# Georg Schumacher (Politiker, 1844)

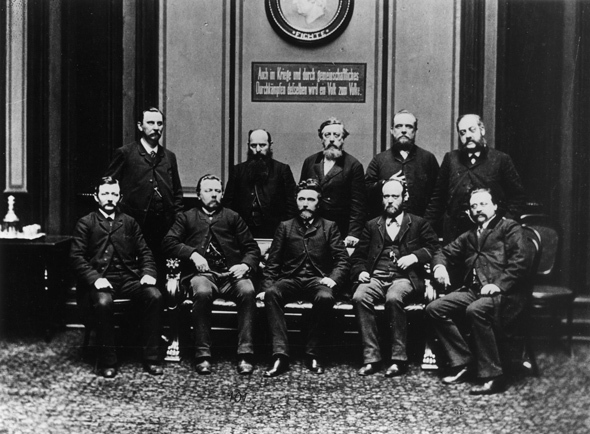
Mitglieder der SAPD Reichstagsfraktion 1889. (sitzend von links aus gesehen: Georg Schumacher, Friedrich Harm, August Bebel, Heinrich Meister und Karl Frohme. Stehend: Johann Heinrich Wilhelm Dietz, August Kühn, Wilhelm Liebknecht, Karl Grillenberger, und Paul Singer)

Georg Schumacher (* 31. Oktober 1844 in Köln; † 15. Juli 1917 ebenda) war ein deutscher sozialdemokratischer Politiker.

## Leben
Schumacher wurde wie sein Vater Gerber und arbeitete bis 1876 im erlernten Beruf als Geselle. In London war er Mitglied des Deutschen Arbeiterbildungsverein und wurde mit Karl Marx und Friedrich Engels bekannt. 1869 trat er der SDAP bei; 1872 nahm er am Haager Kongress der Ersten Internationale teil. Bereits 1873/74 war er Agitator des zentralen SDAP-Parteiausschusses. In den Jahren 1875 und 1876, nach der Fusion der SAP und dem ADAV zur SAPD hielt er sich in London auf; er arbeitete von 1876 bis 1878 als Redakteur der „Cölner Freien Presse“, 1878 auch in Barmen für die Bergische Volksstimme. Nach dem Inkrafttreten des Sozialistengesetzes wurden beide Zeitungen verboten. Schumacher siedelte nach Solingen über und arbeitete hier bis 1902 als selbständiger Lederhändler, teilweise mit Josef Dietzgen. Der Barmer Sozialdemokrat Eduard Mohrhenn bekämpfte Schumacher 1881/82 mit Briefen von Dietzgen an ihn. Ein Versuch Schumacher aus der SPD auszuschließen wurde durch das Schiedsgericht (August Bebel und Wilhelm Hasenclever) 1894 abgelehnt.
Eine erste Reichstagskandidatur 1881 scheiterte. Von 1884 bis 1898 saß er für den Wahlkreis Solingen im Regierungsbezirk Düsseldorf im Reichstag. Darüber hinaus war Schumacher von 1895 bis 1902 auch Stadtverordneter in Solingen. Während des Dampfersubventionsstreits 1884/1885 wandte sich Schumacher an Friedrich Engels, dem er seine abweichende Haltung begründete. Schumacher war neben August Bebel, Carl Grillenberger und Friedrich Harm Hauptangeklagter im Elberfelder Geheimbundprozesses (18. November bis 30. Dezember 1889). Schumacher wurde freigesprochen. 1889 nahm er als Delegierter am Internationalen Sozialistischen Arbeiterkongress in Paris teil.
Bei der Reichstagswahl 1898 spaltete sich die Solinger Parteifraktion. Schumacher kandidierte als „unabhängiger gemäßigter Sozialdemokrat“ gegen den offiziellen SPD-Kandidaten Philipp Scheidemann. In der Stichwahl warb er mit seinen Genossen für den parteilosen sog. Wildliberalen Louis Sabin. Sabin besiegte Scheidemann. Schumann wurde mit fünf anderen aus der Partei ausgeschlossen. Später trat er wieder der Partei bei.
Im Jahr 1906 zog er wieder nach Köln, wo er als Autor und Redakteur tätig war. Schumacher hatte stets beste Beziehungen zur Rheinischen Zeitung in Köln und war ein Kenner der Parteigeschichte.

## Veröffentlichungen
- Aus den Verhandlungen des Reichstags. Arbeiterschutz, Börsensteuer. Reden der Abgeordneten Schumacher und Auer, sowie des Reichskanzlers Fürst Bismarck zu den Anträgen Hertling etc. am 14, 15. und 16. Januar 1885 ; Rede des Abg. Kayser zum Antrag v. Wedell-Malchow, 21. Januar 1885. Wörtlicher Abdruck aus dem amtlichen stenographischen Bericht. Wörlein, Nürnberg 1885.
- Zur Geschichte der Bergischen Arbeiterstimme. In: Fünfundzwanzig Jahre Kampf. (Jubiläums-Ausgabe). Bergische Arbeiterstimme, Solingen 1915, Nr. 112 vom 15. Mai 1915, S. 2.
- Die Kontinentalsperre und ihre Wirkungen auf die links- und rechtsrheinischen Industriezweige. Auch ein Beitrag zur Jahrhundertfeier. In: Die Neue Zeit. Wochenschrift der deutschen Sozialdemokratie. 32.1913-1914, 1. Band (1914), Heft 4, S. 103–109. Digitalisat
- Die Kontinentalsperre und ihre Wirkungen auf die links- und rechtsrheinischen Industriezweige. Auch ein Beitrag zur Jahrhundertwende. (Schluß). In: Die Neue Zeit. Wochenschrift der deutschen Sozialdemokratie. 32.1913-1914, 1. Band (1914), Heft 5, S. 161–164. Digitalisat